# GELLERS
GELLERS（ゲラーズ）は、日本のバンド。

## 概要
東京都出身の幼馴染同士で結成。リーダーは特に決まっていない。
- 1994年ごろに結成(トクマルがゲラーズの照明をやっていた年）。
- バンド名を変えながら、GELLERSで定着。自主イベント「POLYNIC」主催。
- 2007年5月音楽レーベルmapより、1stアルバム「GELLERS」発売。
- 2007年7月フジロックフェスティバルに「ルーキー・ア・ゴー・ゴー」枠で出演。

（ベースの大久保の両親の推薦で出演が決定。でも大久保の両親はジョナサン・リッチマンを見ていた。）
- 2007年8月ボロフェスタ西部講堂に出演。
- 2008年3月活動休止。
- 2010年1月活動再開。
- 2010年8月フジロックフェスティバルに出演。
- 2011年4月音楽レーベルmapより、BIG SINGLE「Guatemala」発売。

GELLERSというバンド名になる前に、いくつもバンド名が変わった。
街角ヤングドレス、乙女隊、戸塚ペストスクール、アパッチニグロエアプレイン、テクニス、布団etc.

## メンバー
- 田代 幸久（たしろ ゆきひさ）(Vocal, Keyboard)

- 川副 賢一（かわそえ けんいち）(Vocal, Guitar)

- トクマルシューゴ（とくまる しゅうご）(Vocal, Guitar)

- 大久保 日向（おおくぼ ひなた）(Bass, Engineer)

- 新町 慎悟（しんまち しんご）(Drums)

## ディスコグラフィ

### アルバム
- 1stAlbum 「GELLERS」（2007年5月25日、Compare Notes Records）

1. 9 Teeth Picabia
2. Buscape
3. Colorado
4. M
5. Locomotion
6. Pink Hawaiian Moon
7. Sugar
8. Niwatori

### シングル
- BIG SINGLE「Guatemala」（2011年4月15日、Compare Notes Records）

1. Guatemala
2. 今日のできごと
3. Flashback Bitch Song
4. M(Live)
5. Buscape(Live)
6. Colorado(Live)
7. 9 Teeth Picabia(Live)

#### デモ盤
- 「Unreleased」未発表曲４曲入り